# Sefer Torá

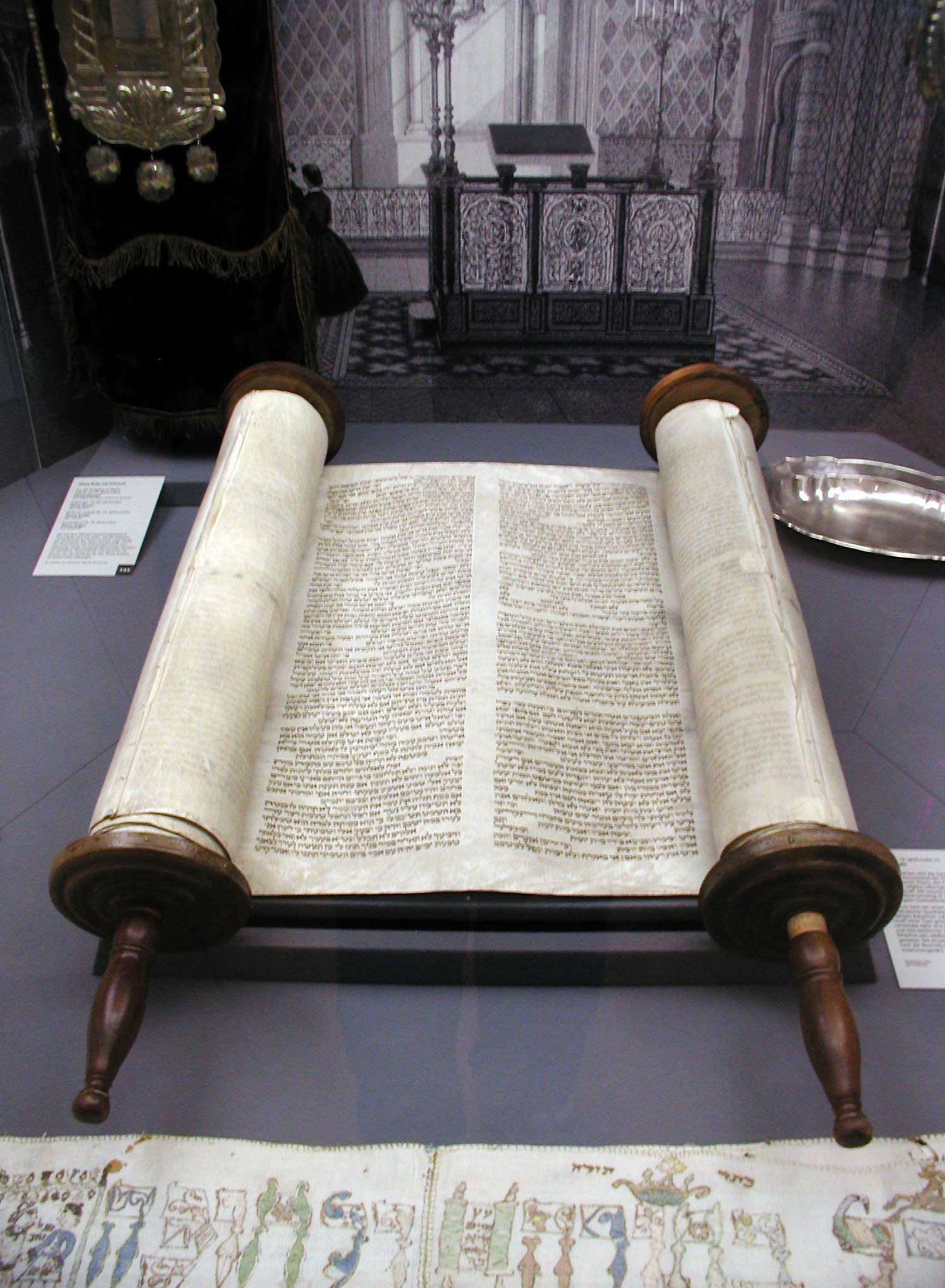
Sefer Torá

Sefer Torá (do hebraico ספר תורה; plural ספרי תורה, Sifrei Torah; "Livros da Torá" ou "Rolos da Torá") é uma cópia manuscrita da Torá, constituída pelos cinco livros de Moisés, os primeiros livros da Bíblia hebraica. O rolo da Torá é usado principalmente no ritual de leitura da Torá, durante as orações judaicas. Costuma ser guardado no local mais sagrado de uma sinagoga, a arca da Torá, que geralmente é um armário ornamentado com cortina, ou em uma seção da sinagoga construída ao longo da parede que dê frente para Jerusalém - a direção em que os judeus se colocam para orar.
O texto da Torá também é comumente impresso e encadernado em forma de livro, para funções não rituais. Cada um dos cinco livros atribuídos a Moisés  (Gênesis, Êxodo, Levítico, Números e Deuteronômio) e que constituem o Antigo Testamento, é chamado Chumash ou Humash (no plural, Chumashim,  para os cinco livros de Moisés), enquanto, os rolos são chamados Sefer Torá.

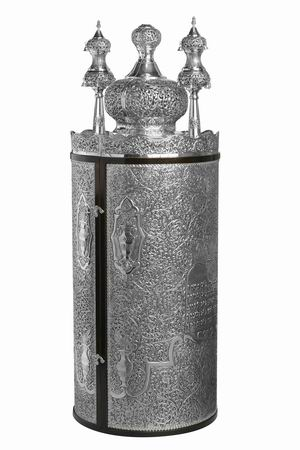
Um estojo de Torá em prata de lei. Em algumas tradições, a Torá está alojada em uma caixa ornamental de madeira.

## História
O rolo de En-Gedi é um antigo pergaminho hebraico encontrado em 1970, em Ein Gedi, Israel. Testes de radiocarbono datam o pergaminho do terceiro ou quarto século EC (210–390 EC), embora considerações paleográficas sugerem que os pergaminhos possam datar do primeiro ou segundo século EC. O fragmento de texto decifrado é idêntico ao que foi tornar-se durante a Idade Média o texto padrão da Bíblia Hebraica, conhecido como Texto Massorético, que precede por vários séculos, e constitui a evidência mais antiga desta versão de texto oficial. Danificado por um incêndio em aproximadamente 600 EC, o pergaminho está muito carbonizado e fragmentado e exigiu técnicas científicas e computacionais não invasivas para desembrulhar e ler virtualmente, o que foi concluído em 2015 por uma equipe da Universidade de Kentucky.

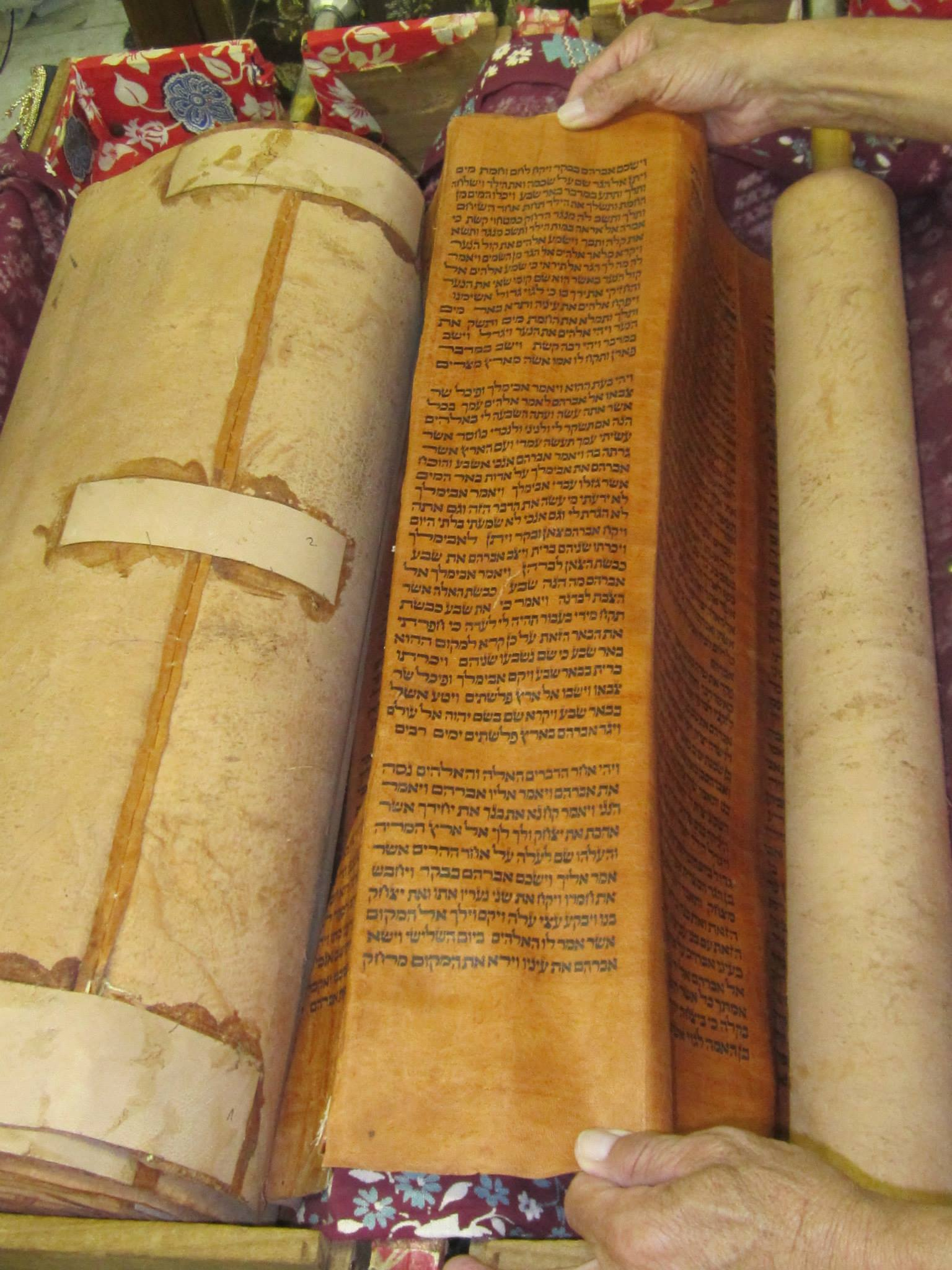
Um rolo de Torá iemenita de 200 anos, em gevil, da Sinagoga Rambam em Nahalat Ahim, Jerusalém. O sofer (escriba) era da família Sharabi.

## Produção
De acordo com a halacá (lei judaica), um Sefer Torá é uma cópia do texto hebraico da Torá manuscrita em tipos especiais de pergaminho usando uma pena ou outro utensílio de escrita permitido, embebido em tinta. Produzir um rolo de Torá cumpre um dos 613 mandamentos.
Escrito inteiramente em hebraico bíblico, um rolo de Torá contém 304 805 letras, todas as quais devem ser duplicadas com precisão por um escriba treinado, ou sofer, um esforço que pode levar aproximadamente um ano e meio. Um erro durante a transcrição pode tornar o pergaminho da Torá pasul ("inválido"). De acordo com o Talmud, todos os pergaminhos também devem ser escritos em pergaminho gevil que é tratado com sal, farinha e m'afatsim (um resíduo de enzima de vespa e casca de árvore) para serem válidos. Pergaminhos não processados desta forma são considerados inválidos.
Existem apenas dois tipos de pergaminho kosher permitidos para um rolo de Torá: gevil e klaf. A tinta utilizada está sujeita a regras específicas. Após a preparação da folha de pergaminho, o escriba deve marcar o pergaminho usando o sargel ("régua") garantindo que as linhas estejam retas. Apenas a guia superior é feita e as letras suspensas dela. A maioria dos pergaminhos modernos da Torá são escritos com quarenta e duas linhas de texto por coluna (os judeus iemenitas usam cinquenta e uma). São observadas regras muito estritas sobre a posição e a aparência do alfabeto hebraico. Qualquer um dos vários scripts hebraicos podem ser usados, a maioria dos quais são bastante ornamentados e exigentes. A fidelidade do texto hebraico do Tanakh, e da Torá em particular, é considerada primordial, até a última letra: traduções ou transcrições são desaprovadas para uso em serviços formais, e a transcrição é feita com extremo cuidado.
Alguns erros são inevitáveis no decorrer da produção. Se o erro envolver uma palavra diferente dos nomes de Deus, a letra errada pode ser apagada do pergaminho raspando a letra do pergaminho com um objeto pontiagudo. Se o nome de Deus estiver escrito errado, a página inteira deve ser cortada do pergaminho e uma nova página adicionada, e a página escrita novamente desde o início. A nova página é costurada na rolagem para manter a continuidade do documento. A página antiga é tratada com o devido respeito e é enterrada com respeito, em vez de ser destruída ou descartada.
A conclusão do pergaminho da Torá é motivo de grande celebração, e convidados de honra do indivíduo que encomendou a Torá são convidados para uma celebração em que cada um dos convidados de honra recebe a oportunidade de escrever uma das cartas finais. É uma grande honra ser escolhido para isso.